# Gennadas valens
Gennadas valens är en kräftdjursart som först beskrevs av Sidney Irving Smith 1884.  Gennadas valens ingår i släktet Gennadas och familjen Benthesicymidae. Inga underarter finns listade i Catalogue of Life.